# Simon Atschikgjosjan
Simon Atschikgjosjan (armenisch Սիմոն Աչիկգյոզյան; * 6. Februar 1939 in Galați, Rumänien; † 30. April 1991 im Dorf Qarabulaq (armenisch Martunaschen), Göygöl, Aserbaidschanische SSR, UdSSR) war einer der Anführer der paramilitärischen armenischen Militäreinheiten im Norden der Bergkarabach-Region von Aserbaidschan zwischen 1989 und 1991.

## Biographie
Atschikgjosjan, der im rumänischen Galați zur Welt kam, zog mit seiner Familie 1946 nach Sowjetarmenien. 1960 erwarb er seinen akademischen Abschluss (mit Auszeichnung) als Ingenieurgeologe von der Staatlichen Universität Jerewan. Von 1961 bis 1990 arbeitete er als am Institut für Geologie der Akademie der Wissenschaften der Armenischen SSR. 1970 promovierte er im Fachbereich Geowissenschaften. Atschikgjosjan ist Autor von über 70 wissenschaftlichen Publikationen zu Geologie und Mineralien Armeniens.
Mit der Zuspitzung der Auseinandersetzungen zwischen Armenien und Aserbaidschan schloss sich Atschikgjosjan 1988 der separatistischen armenischen Bewegung in Bergkarabach an. 1989 beschloss er in den Reihen der Arabo-Kämpfer (freiwillige armenische Milizen, die meist aus Syrien und Libanon stammten) an kriegerischen Handlungen gegen Aserbaidschan teilzunehmen. 1990 wurde er in den Stadtrat von Jerewan gewählt. Mit der Ausweitung der militärischen Zusammenstöße ab 1991 stand Atschikgjosjan an der Spitze der von ihm selbst formierten bewaffneten Gruppierungen im Dorf Qarabulaq der Provinz Xanlar (heute Göygöl) im Norden von Bergkarabach.
Ende April 1991 startete die Sowjetarmee gemeinsam mit OMON, der Spezialeinheit der aserbaidschanischen Polizei die Operation „Ring“, um die armenischen Milizen in der Region zu entwaffnen. Im Zuge dieser Militärkampagne wurde Atschikgjosjan am 30. April erschossen.